# 清凭高速公路
清灣－凭祥高速公路，简称清凭高速，广西壮族自治区高速公路命名编号为S50，全长249.144公里，起于茂名市高州市荷花鎮粵桂界，终于崇左市凭祥市。部分路段仍在施工及規劃當中。

## 分段介紹

### 清灣至浦北段
起于茂名市高州市荷花鎮粵桂界，终于欽州市浦北县浦北互通，路線仍在施工當中，預計2022年內通車。

### 浦北至大塘段
起於欽州市浦北县浦北互通，終於南宁市良庆区大塘鎮团福互通，2020年12月30日全段通车。

### 大塘至凭祥段
起于南宁市良庆区大塘鎮团福互通，终于崇左市凭祥市，路線仍在規劃當中。